# Jimmy Glasberg
Pour les articles homonymes, voir Glasberg.
Jimmy Glasberg est un directeur de la photographie français né le 22 mars 1940 à Nîmes et mort le 13 janvier 2023 à Tulette.

## Biographie
Fils d'un photographe, Jimmy Glasberg s'est formé au travail de reportage avec l'aide du caméraman d'actualités Georges Méjat avant de commencer sa carrière de directeur de la photographie à la fin des années 1960.

## Filmographie partielle
- 1972 : Continental Circus de Jérôme Laperrousaz
- 1975 : Hu-Man de Jérôme Laperrousaz
- 1976 : Le Pont de singe de André Harris, Alain de Sédouy et Charles Nemes
- 1983 : Sans soleil de Chris Marker
- 1985 : Shoah de Claude Lanzmann
- 1985 : Bâton Rouge de Rachid Bouchareb
- 1986 : Lien de parenté de Willy Rameau
- 2000 : Le Premier du nom de Sabine Franel
- 2000 : Calle 54 de Fernando Trueba